# Горбенко Артемій Вікторович
Арте́мій Ві́кторович Горбе́нко (нар. 26 серпня 1991 — 13 жовтня 2015) — солдат Збройних сил України, учасник російсько-української війни.

## Життєпис
Народився 1991 року в Дніпропетровську, закінчив ЗОШ № 3; займався спортом, належав до лав фан-руху ФК «Дніпро».
Брав активну участь в подіях Революції Гідності. З початком бойових дій на сході України пішов до батальйону «Азов», солдат; по тому воював під Донецьком — як доброволець батальйону «ОУН», ройовий (командир відділення).
13 жовтня 2015 року загинув внаслідок обстрілу російськими терористами з гранатомета шахти «Бутівка» — поміж Авдіївкою та селом Спартак; в тому ж часі ще двоє бійців зазнали важких поранень.
Похований у Дніпропетровську.
Був сиротою, без Артемія лишилася бабуся.

## Нагороди та вшанування
За особисту мужність, сумлінне та бездоганне служіння Українському народові, зразкове виконання військового обов'язку відзначений — нагороджений
- орденом «За мужність» ІІІ ступеня (16.1.2016, посмертно)[1]
- 17 листопада 2016-го відкрили меморіальну дошку Артему Горбенку «Білому» в його рідній СЗОШ № 4.